# Ano Hi Mita Hana no Namae o Bokutachi wa Mada Shiranai
Ano Hi Mita Hana no Namae wo Boku-tachi wa Mada Shiranai. (あの日見た花の名前を僕達はまだ知らない。, lit. "Encara no coneixem el nom de la flor que vam veure aquell dia.") també conegut com a AnoHana per abreujar, és una sèrie d'anime de televisió produïda per A-1 Pictures sota la direcció de Tatsuyuki Nagai. Es va emetre de 15 d'abril de 2011 a 23 de juny de 2011.
Una seqüela en forma de pel·lícula d'anime es va estrenar als cinemes japonesos el 31 d'agost de 2013. Una adaptació cinematogràfica de drama de televisió d'acció en directe es va estrenar el 21 de setembre de 2015 a Fuji TV.

## Argument
Un grup d'amics de la infància se separen a causa d'un tràgic accident (la mort de la seva amiga, Menma) en què van perdre la seva amistat. Jinta haurà de reunir els seus antics amics de la infància ja que aquesta amiga que van perdre torna com un esperit per complir una promesa que va fer abans de morir. Aquesta missió revela nous i vells sentiments en els personatges per aconseguir aquest únic desig.

## Personatges
Jinta Yadomi ("Jintan") (宿海仁太, Yadomi Jinta), Mutsumi Tamura (nen)
És el protagonista masculí de la sèrie, qui sobresortia per ser un nen molt energètic i divertit que durant el passat fou el líder del seu grup, però després de la mort accidental de Menma, la separació del grup l'afectà molt, igual que a tots i cada un dels membres de l'equip. Jinta va arribar a convertir-se en un Hikikomori a la preparatòria en trobar tot sense importància. Però un dia, del no-res, va tornar Menma perquè el desig que li va demanar sent encara nens es fes realitat, per la qual cosa Jinta haurà de reunir-los a tots de nou per a complir aquest desig.
Meiko Honma ("Menma") (本間芽衣子, Honma Meiko)
És la protagonista femenina de la sèrie que va morir a un accident quan era una nena. Després de la seva mort, el grup d'amics es va separar i va afectar emocionalment a tots fent-los canviar molt amb el pas del temps. Després de diversos anys, Menma torna perquè un desig que manté des de la seva infància es faci realitat. Encara que hagi tornat amb una aparença més madura segueix tenint el mateix caràcter infantil i tendre de sempre.
Naruko Anjō ("Anaru") (安城鳴子, Anjō Naruko)
És una altra membre del grup d'amics que solia sortir a la infància. Anaru era una nena molt tendra i amable però que al mateix temps era molt tímida i insegura que gaudia molt estant amb els amics. La mort de Menma la va canviar molt i des de llavors sent una gran culpa perquè sent que la mort d'ella va ser culpa seva per un comentari que va fer. Es mostra amb una actitud freda i de vegades grollera cap Jinta que és l'únic del grup amb el qual ella conviu en anar a la mateixa escola. Malgrat la seva actitud cap Jinta se sap que ha estat enamorada d'ell des de nens i que estava gelosa de Menma des de petita per estar tan a prop d'ell però és tan tímida com insegura per acceptar-ho pel que posa una actitud indiferent cap a ell. Anaru és una fanàtica dels videojocs, però oculta aquesta faceta a les seves amigues de l'institut per vergonya.
Atsumu Matsuyuki ("Yukiatsu") (松雪集, Matsuyuki Atsumu)
És un dels amics del grup de la infància; des de petit va mostrar una actitud serena cap a les coses, però en realitat apreciava molt al grup, especialment a Menma. Actualment Tsuruko és l'única del grup que conviu amb ell i van a la mateixa escola en la qual Jinta no va poder ingressar. Es veu que malgrat la seva actitud freda o arrogant a vegades, li segueix afectant molt la mort de Menma i la segueix atresorant molt. A la infància, ell li va confessar el seu amor a Menma lliurant-li una forqueta.
Chiriko Tsurumi ("Tsuruko") (鶴見知利子, Tsurumi Chiriko)
Tsuruko és l'altra noia del grup, ella sempre mostra una actitud tranquil·la i serena cap a les coses. De tots els del grup és en la que menys efecte té el tema de la Menma, però malgrat això li dol profundament. Ella i Yukiatsu segueixen parlant i van a la mateixa escola, en la qual Jinta no va poder entrar. En l'actualitat ella és una noia molt responsable, aplicada en els seus estudis i té una actitud molt respectuosa cap a la vida. Ha estat enamorada del Yukiatsu des de nena.
Tetsudō Hisakawa ("Poppo") (久川鉄道, Hisakawa Tetsudō)
És l'altre noi del grup que sempre estava al costat de Jinta i considerava tot el que feia "súper" o "cool". Com tots, ell es va separar del grup després de la mort de Menma però és el que menys ha canviat i segueix amb la mateixa personalitat de nen. De tot el grup ell ha estat el més aventurer, fins i tot ha anat a diversos llocs de viatge al voltant del món amb els estalvis dels seus treballs de mig temps; de fet ell ja no va a l'escola. Actualment, està vivint a la base que abans el grup tenia, en la qual s'ajuntaven i jugaven.

## Contingut de l'obra

### Anime

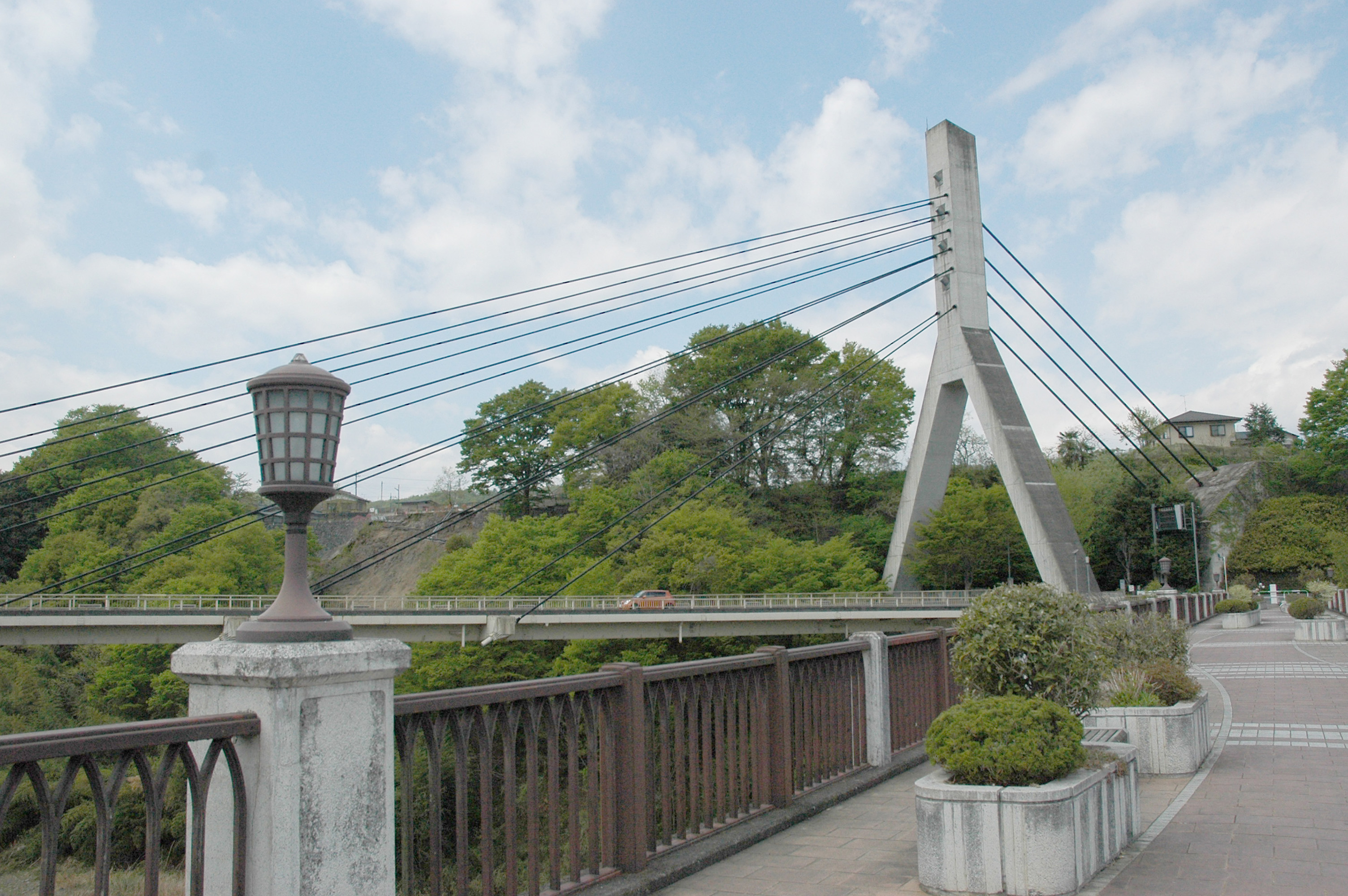
El pont Chichibu que apareix a l'anime.

A finals del 2010, en conjunt, el canal Fuji TV i l'estudi d'anime A-1 Pictures van llançar un projecte d'anime totalment original anomenat "Projecte AnoHana", donant a conèixer a la pàgina oficial un petit trencaclosques amb el títol del projecte, el qual les persones que aconseguissin resoldre-ho abans del 30 de desembre, accedirien a nova informació sobre l'anime. Finalment la sèrie va ser estrenada el 14 d'abril amb un total d'11 episodis.
La sèrie utilitza dos temes musicals. El tema d'obertura és Aoi Shiori de Galileo Galilei, i el tema final és Secret Base (Kimi ga Kureta Mono) (10 years after Ver.) interpretat per Ai Kayano, Haruka Tomatsu i Saori Hayami.

### Pel·lícula
El lloc web oficial de l'anime va anunciar que la pel·lícula de la franquícia s'estrenaria al Japó el 31 d'agost de 2013, a més va mostrar una nova imatge per promocionar el film.
El llargmetratge va ser dirigit per Tatsuyuki Nagai qui va ser l'encarregat de la sèrie original; on l'estudi d'animació A-1 Pictures repetirà el seu rol en la producció de la pel·lícula.
Se centra en els successos ocorreguts temps després dels narrats en la sèrie, així com els esdeveniments narrats des del punt de vista de Menma.

### Novel·lització i manga
Una adaptació en novel·la de l'anime escrita per Mari Okada es va publicar a la revista Da Vinci de Media Factory entre els números de març i juliol de 2011. El primer dels dos volums es va publicar sota el segell MF Bunko Da Vinci de Media Factory el 25 de juliol de 2011. Una adaptació de manga il·lustrada per Mitsu Izumi es va començar a serialitzar al número de maig de 2012 de la revista Shueisha's Jump Square a partir del 4 d'abril de 2012 i va acabar el març de 2013, recopilada en tres volums.

### Live action
L'anime es va adaptar a un especial de televisió d'imatge real que es va poder veure a Fuji TV el 21 de setembre de 2015. El tema principal és una versió de "Secret Base (Kimi ga Kureta Mono)" interpretada per Silent Siren.